# Pierre Brouha
Pierre Brouha es un deportista belga que compitió en judo. Ganó dos medallas de bronce en el Campeonato Europeo de Judo, en los años 1959 y 1962.

## Palmarés internacional
| Campeonato Europeo | Campeonato Europeo | Campeonato Europeo | Campeonato Europeo |
| Año                | Lugar              | Medalla            | Categoría          |
| ------------------ | ------------------ | ------------------ | ------------------ |
| 1959               | Viena (Austria)    | Medalla de bronce  | 2.º dan            |
| 1962               | Essen (RFA)        | Medalla de bronce  | +80 kg             |